# Аристес (Пенсилванија)
Аристес (енгл. Aristes) насељено је место без административног статуса у америчкој савезној држави Пенсилванија.

## Демографија
По попису из 2010. године број становника је 311, што је 81 (35,2%) становника више него 2000. године.
| Група             | 2000.       | 2010.        |
| Белци             | 229 (99,6%) | 311 (100,0%) |
| Афроамериканци    | 0 (0,0%)    | 0 (0,0%)     |
| Азијати           | 0 (0,0%)    | 0 (0,0%)     |
| Хиспаноамериканци | 0 (0,0%)    | 0 (0,0%)     |
| Укупно            | 230         | 311          |